# Finding Nemo - The Musical
Finding Nemo - The Musical est une comédie musicale du parc Disney's Animal Kingdom de Walt Disney World Resort à Orlando en Floride, inspiré par le film.
Elle remplace depuis 2006 le spectacle Tarzan Rocks! présenté  dans le Theater in the Wild à partir de 1999 et qui a déménagé à Hong Kong Disneyland.

## Histoire
Dès la fermeture de Tarzan Rocks! en janvier 2006, des rumeurs sont apparues mentionnant un spectacle sur Nemo.
Le nouveau spectacle a été confirmé en avril 2006 lorsque Disney a annoncé une adaptation du film avec de nouvelles chansons composées par Robert Lopez et sa femme, Kristen Anderson-Lopez, lauréats d'un Tony Award pour Avenue Q, adaptation prévue pour fin 2006. Mme Anderson-Lopez a déclaré que pour réduire le film à un spectacle de juste un peu plus de 30 minutes, le couple s'est concentré sur un seul thème du film, celui d'un monde beau et dangereux.
Le nouveau spectacle a été mis en scène par Peter Brosius avec des marionnettes conçues par Michael Curry, créateur de celles de la comédie musicale Le Roi lion.

## Disney's Animal Kingdom
Le spectacle de 40 minutes, présenté cinq fois par jour, a ouvert le 24 janvier 2007 et comprend des numéros inspirés des paroles du film dont "(In The) Big Blue World", "Fish Are Friends, Not Food", "Just Keep Swimming" et "Go With the Flow."
- Ouverture : 24 janvier 2007[5]
- Capacité : 1 500 places
- Durée : 40 minutes
- Type d'attraction : théâtre assis
- Situation : 28° 21′ 26″ N, 81° 35′ 14″ O